# Club Atlético Bermejo
Club Atlético Bermejo är en fotbollsklubb från staden Bermejo i Bolivia. Klubben spelar sina hemmamatcher på Estadio Fabián Tintilay som tar 1 000 åskådare vid fullsatt. Säsongen 2014/2015 kom klubben på andra plats i den näst högsta divisionen i Bolivia och fick därmed spela kvalspel för att få deltaga i den högsta ligan under säsongen 2015/2016.

## Källa
- Officiell hemsida